# Kristian Poulsen
Pour les articles homonymes, voir Poulsen.
Ne doit pas être confondu avec Christian Poulsen, footballeur
Kristian Poulsen, né le 18 novembre 1975 à Flensburg, est un pilote automobile danois.

## Biographie
Il court en karting, puis en rallye de 1997 à 2006 (vainqueur du rallye du Luxembourg en 2004, second de celui des Tulipes en 2005 (ERC)).
En 2007, Poulsen participe au Championnat du Danemark des voitures de tourisme.
Il fait ses débuts dans le Championnat du monde des voitures de tourisme (WTCC) en 2008 en cours de saison.
Pour 2009, il court une saison complète en WTCC avec Liqui Moly Team Engstler (en) en BMW 320si aux côtés du propriétaire de l'équipe, Franz Engstler.
Il a remporté la catégorie LMP2 aux 24 Heures du Mans 2009 au sein de l'équipe Team Essex sur Porsche RS Spyder à côté d'Emmanuel Collard et de Casper Elgaard.
Kristian anime en 2013 le BMW 320si pour Liqui Moly Engstler équipe aux côtés de Franz Engstler dans le Championnat du Monde des Voitures de Tourisme.
Il participait aux 24 Heures du Mans 2013 pour la troisième fois de sa carrière en faisant équipe avec Christoffer Nygaard et Allan Simonsen en catégorie LM GTE Am quand ce dernier décède à la suite d'une sortie de piste au troisième tour.

## Carrière
Résultats saisons
| Saison | Championnat                                                        | Équipe                   | Courses | Victoires | Poles | M/Tours | Podiums | Points | Position |
| ------ | ------------------------------------------------------------------ | ------------------------ | ------- | --------- | ----- | ------- | ------- | ------ | -------- |
| 2007   | Championnat du Danemark des voitures de tourisme                   | Poulsen Motorsport       | 23      | 0         | 0     | 0       | 0       | 59     | 18e      |
| 2007   | Coupe d'Europe des voitures de tourisme - S2000                    | Poulsen Motorsport       | 2       | 0         | 0     | 0       | 1       | 11     | 3e       |
| 2008   | Championnat du Danemark des voitures de tourisme                   | Poulsen Motorsport       | 24      | 1         | 0     | 1       | 1       | 136    | 11e      |
| 2008   | Coupe d'Europe des voitures de tourisme - S2000                    | Poulsen Motorsport       | 2       | 0         | 0     | 0       | 1       | 5      | 6e       |
| 2008   | Championnat du monde des voitures de tourisme                      | Poulsen Motorsport       | 8       | 0         | 0     | 0       | 0       | 0      | n.c      |
| 2008   | Championnat du monde des voitures de tourisme (cat. Indépendants)† | Poulsen Motorsport       | 8       | 0         | 0     | 0       | 2       | 32     | 10e      |
| 2008   | Championnat du Danemark des voitures historiques                   | ?                        | 2       | ?         | ?     | ?       | ?       | 20     | 37e      |
| 2008   | Championnat du Danemark d'Endurance                                | ?                        | ?       | ?         | ?     | ?       | ?       | ?      | n.c      |
| 2009   | Championnat du Danemark des voitures de tourisme                   | Engstler Motorsport (en) | 3       | 0         | 0     | 0       | 0       | 14     | 18e      |
| 2009   | Championnat du monde des voitures de tourisme                      | Engstler Motorsport (en) | 24      | 0         | 0     | 0       | 0       | 0      | n.c      |
| 2009   | Championnat du monde des voitures de tourisme (cat. Indépendants)† | Engstler Motorsport (en) | 24      | 0         | 0     | 0       | 1       | 50     | 6e       |
| 2009   | Le Mans Series                                                     | Team Essex               | 1       | 1         | 0     | 0       | 1       | 20     | n.c      |
| 2009   | 24 Heures du Mans (cat. LMP2)†                                     | Team Essex               | 1       | 1         | 0     | 0       | 1       | N/A    | 1er      |
| 2008   | Coupe d'Europe des voitures de tourisme - S2000                    | Poulsen Motorsport       | 2       | 0         | 0     | 0       | 2       | 14     | 7e       |
| 2008   | Championnat du monde des voitures de tourisme                      | Poulsen Motorsport       | 18      | 0         | 0     | 0       | 0       | 20     | 14e      |
| 2008   | Championnat du monde des voitures de tourisme (cat. Indépendants)† | Poulsen Motorsport       | 18      | 7         | 2     | 6       | 10      | 117    | 3e       |

Résultats aux 24 Heures du Mans
| Année | Catégorie | N° | Équipe              | Voiture                     | Coéquipiers                            | Résultat Cat. | Résultat Gen. |
| ----- | --------- | -- | ------------------- | --------------------------- | -------------------------------------- | ------------- | ------------- |
| 2009  | LMP2      | 31 | Team Essex          | Porsche RS Spyder Evo       | Casper Elgaard / Emmanuel Collard      | 1er           | 10e           |
| 2012  | LMGTE-Am  | 99 | Aston Martin Racing | Aston Martin V8 Vantage GTE | Christoffer Nygaard / Allan Simonsen   | Ab.           | Ab.           |
| 2013  | LMGTE-Am  | 95 | Aston Martin Racing | Aston Martin V8 Vantage GTE | Christoffer Nygaard / Allan Simonsen   | Ab.           | Ab.           |
| 2014  | LMGTE-Am  | 95 | Aston Martin Racing | Aston Martin Vantage GTE    | Nicki Thiim / David Heinemeier Hansson | 1er           | 19e           |
| 2015  | LMGTE-Am  | 50 | Larbre Compétition  | Chevrolet Corvette C7.R     | Paolo Ruberti / Gianluca Roda          | Ab.           | Ab.           |